# Tarcisio Pillolla
Tarcisio Pillolla (* 11. Juli 1930 in Pimentel, Sardinien; † 16. Juni 2021 in Cagliari, Sardinien) war ein italienischer Geistlicher und römisch-katholischer Bischof von Iglesias.

## Leben
Tarcisio Pillolla empfing am 4. Juli 1954 die Priesterweihe für das Erzbistum Cagliari. 
Papst Johannes Paul II. ernannte ihn am 3. Mai 1986 zum Weihbischof in Cagliari und Titularbischof von Cartennae. Der Erzbischof von Cagliari, Giovanni Canestri, spendete ihm am 8. Juni desselben Jahres die Bischofsweihe; Mitkonsekratoren waren Giuseppe Bonfigioli, Alterzbischof von Cagliari, und Pier Giuliano Tiddia, Erzbischof von Oristano. Am 3. Juli 1999 wurde er zum Bischof von Iglesias ernannt. 
Am 8. März 2007 nahm Papst Benedikt XVI. seinen altersbedingten Rücktritt an. Pillolla lebte in Cagliari, wo er Mitte Juni 2021 im Alter von 90 Jahren starb.